# Elio de Angelis
Elio de Angelis (Róma, 1958. március 26. – Marseille, 1986. május 15.) olasz autóversenyző, Formula–1-es pilóta volt. A sportág utolsó gentlemanjének tartott, versenytársai körében rendkívül népszerű De Angelis óta három pilóta halt meg Formula–1-es autóban elszenvedett balesetben, Roland Ratzenberger és Ayrton Senna 1994-ben, a San Marinó-i nagydíjon hunyt el, Jules Bianchi pedig a 2014-es japán nagydíjon elszenvedett balesete után kilenc hónappal. Az első három pilóta tragédiája nagyfokú biztonsági fejlesztéseket vont maga után, és nagyrészt az ő tragédiájuk következtében vált a Formula–1 az egyik legbiztonságosabb sportággá.

## Pályafutása

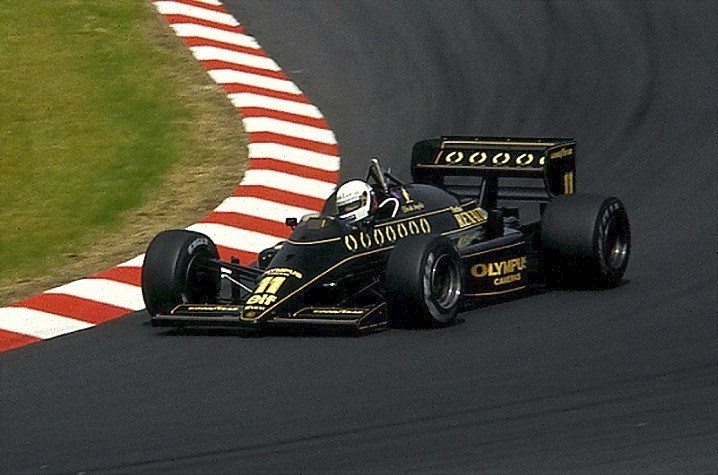
Az 1985-ös német nagydíjon a Lotusszal

Elio de Angelis gazdag római családból származott, édesapja híres motorcsónak-versenyző volt. 14 éves korában kezdett el gokartozni, 1977-ben pedig megnyerte az olasz Formula–3-as bajnokságot. 1978-ban a brit Formula–1-es sorozatban versenyzett. 
Apja pénzének köszönhetően befizette magát a Formula–1-be, és 1979-ben debütált a Shadow csapat pilótájaként. Első futamán, az argentin nagydíjon hetedikként ért célba, a bajnokságban pedig a tizenötödik helyen végzett 3 ponttal. 1980-ban átigazolt a Lotushoz, ahol huszonegy évesen majdnem ő lett minden idők legfiatalabb nagydíjgyőztese, amikor az 1980-as brazil nagydíjon második lett. Első győzelmét az 1982-es osztrák nagydíjon aratta, mindössze öt századmásodperccel Keke Rosberg előtt. A csapatfőnök, Colin Chapman helyét 1982 decemberében bekövetkezett halála után Peter Warr vette át.
Az 1983-as évadtól véget ért a Forddal való együttműködés, és a Cosworth motorok helyett Renault turbómotorok hajtották az autókat. A csapatnak csalódást okozott szezonban de Angelis legjobb eredménye az olasz nagydíjon elért ötödik helyezés volt. 1984-ben már sokkal jobb évet teljesített, összesen 34 pontot gyűjtött, mindezzel harmadikként végzett a világbajnokságban.
Második, és egyben utolsó futamgyőzelmét az 1985-ös San Marinó-i nagydíjon szerezte. 33 pontja az év végi ötödik helyhez volt elegendő. Elhagyta a Lotust, amikor nyilvánvalóvá vált, hogy a csapat erőfeszítéseiket Ayrton Senna felé összpontosítja. De Angelis 1986-ban négy verseny erejéig a kétszeres világbajnok Nelson Piquet helyén autózott a Brabhamnél.

## Halála
1986 májusában, egy tesztelésen a Paul Ricard pályán az autó hátsó légterelője levált az autóról, mire Angelis kicsúszott, és a korlátnak ütközve autója kigyulladt. Mivel nem volt kiszolgáló személyzet a pályán, késve érkezett a segítség, és fél órába telt, mire a versenyzőt helikopterrel kórházba szállították. De Angelis kulcscsonttöréssel megúszta volna a balesetet, ám a belélegzett füst miatt másnap fulladás következtében meghalt.

## Teljes Formula–1-es eredménysorozata
(Táblázat értelmezése)

(Félkövér: pole-pozícióból indult; dőlt: leggyorsabb kört futott) 

| Év   | Csapat  | 1       | 2      | 3      | 4      | 5      | 6      | 7      | 8      | 9      | 10     | 11     | 12     | 13     | 14     | 15     | 16      | Helyezés | Pont |
| ---- | ------- | ------- | ------ | ------ | ------ | ------ | ------ | ------ | ------ | ------ | ------ | ------ | ------ | ------ | ------ | ------ | ------- | -------- | ---- |
| 1979 | Shadow  | ARG 7   | BRA 12 | RSA Ki | USW 7  | ESP Ki | BEL Ki | MON Nk | FRA 16 | GBR 12 | GER 11 | AUT Ki | NED Ki | ITA Ki | CAN Ki | USA 4  |         | 15.      | 3    |
| 1980 | Lotus   | ARG Ki  | BRA 2  | RSA Ki | USW Ki | BEL 10 | MON 9  | FRA Ki | GBR Ki | GER 16 | AUT 6  | NED Ki | ITA 4  | CAN 10 | USA 4  |        |         | 7.       | 13   |
| 1981 | Lotus   | USW Ki  | BRA 5  | ARG 6  | SMR    | BEL 5  | MON Ki | ESP 5  | FRA 6  | GBR Ki | GER 7  | AUT 7  | NED 5  | ITA 4  | CAN 6  | LVS Ki |         | 8.       | 14   |
| 1982 | Lotus   | RSA 8   | BRA Ki | USW 5  | SMR Vi | BEL 4  | MON 5  | USE Ki | CAN 4  | NED Ki | GBR 4  | FRA Ki | GER Ki | AUT 1  | SUI 6  | ITA Ki | LVS Ki  | 9.       | 24   |
| 1983 | Lotus   | BRA Kiz | USW Ki | FRA Ki | SMR Ki | MON Ki | BEL 9  | USE Ki | CAN Ki | GBR Ki | GER Ki | AUT Ki | NED Ki | ITA 5  | EUR Ki | RSA Ki |         | 17.      | 2    |
| 1984 | Lotus   | BRA 3   | RSA 7  | BEL 5  | SMR 3  | FRA 5  | MON 5  | CAN 4  | USE 2  | USA 3  | GBR 4  | GER Ki | AUT Ki | NED 4  | ITA Ki | EUR Ki | POR 5   | 3.       | 34   |
| 1985 | Lotus   | BRA 3   | POR 4  | SMR 1  | MON 3  | CAN 5  | USA 5  | FRA 5  | GBR Hn | GER Ki | AUT 5  | NED 5  | ITA 6  | BEL Ki | EUR 5  | RSA Ki | AUS Kiz | 5.       | 33   |
| 1986 | Brabham | BRA 8   | ESP Ki | SMR Ki | MON Ki | BEL    | CAN    | USA    | FRA    | GBR    | GER    | HUN    | AUT    | ITA    | POR    | MEX    | AUS     | –        | 0    |